# Оболонь (пивоваренная компания)
Публичное акционерное общество «Оболонь» — один из крупнейших производителей пива, слабоалкогольных и безалкогольных напитков на территории Украины.

## История
К открытию Олимпиады-80 советское правительство поставило задачу построить пивоварню, пиво которой бы соответствовало европейским стандартам. В качестве экспертов были приглашены чехословацкие специалисты, которые определили место постройки нового пивоваренного завода. Главным критерием выбора было наличие источников с артезианской водой. Этим местом был избран район Оболонь, который находится в городе Киеве на берегу реки Днепр.
Слово «оболонь» происходит со времен Киевской Руси — именно так назывались низкие приречные луга. Такое название и выбрал пивоваренный завод. Построенный по чехословацкому проекту, завод производил пиво, которое быстро завоевало широкую популярность и признание в СССР. 

## Производственные мощности

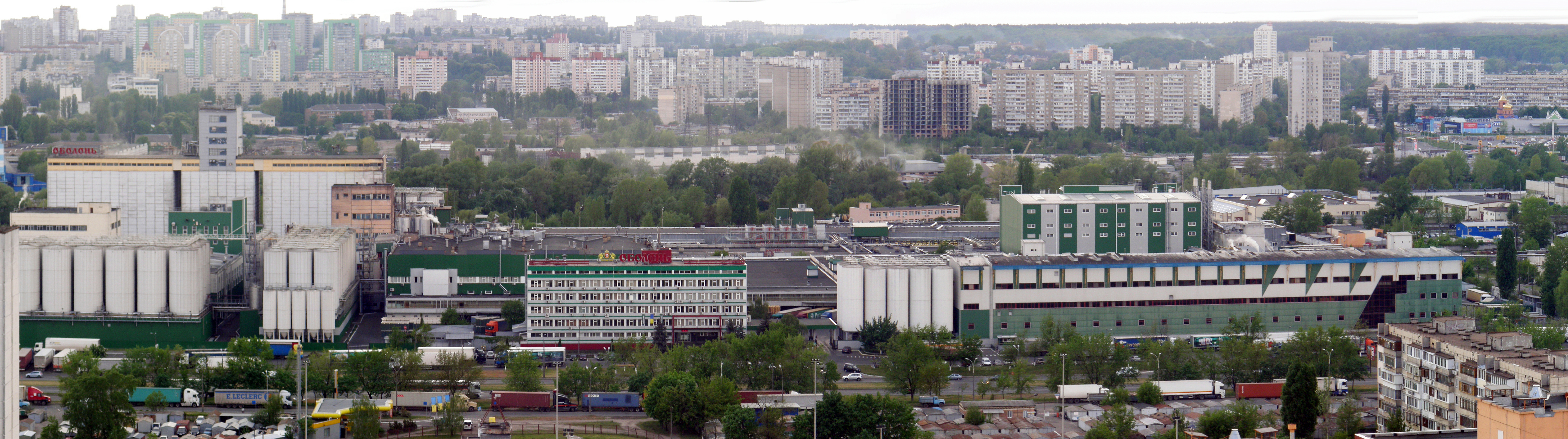
Главный завод компании «Оболонь» в Киеве

В состав корпорации входят главный завод в Киеве и 8 предприятий в регионах страны .
Проектная мощность главного завода «Оболонь» в Киеве составляет 11 млн гектолитров пива в год. 

## Продукция
В 2009 году «Оболонь» начала налив лицензионного пива «Bitburger Premium Beer». Специалисты концерна Bitburger Braugruppe подтвердили, что технологическое оснащение завода и опыт пивоваров позволяет производить качественное пиво, которое является идентичным немецкому Bitburger. Но, спустя три года (с лета 2009 до весны 2012 года), контракт на лицензионное производство решили не продлевать.
Кроме напитков компания «Оболонь» также производит промышленные товары: пивоваренный солод, гранулированную пивную дробину и упаковочную ленту из переработанной ПЭТ-тары.